# Palazzo del Grillo
Il Palazzo del Grillo è un palazzo sito a Piazza del Grillo 5 a Roma nel rione Monti.

## Descrizione
Il palazzo consta di due avancorpi laterali, di cui quello di sinistra è collegato al resto tramite l'arco dei Conti.
L'avancorpo di sinistra si sviluppa su cinque piani, mentre quello di destra è composto dl tre piani.
Il palazzo ingloba un'antica torre medievale risalente al 1223., chiamata anche torre della Miliziola.
Le finestre hanno delle decorazioni con volute e fregi con teste di leone e conchiglie.
Il portale, in stile barocco, sormontato in cima da una conchiglia e una protome leonina, dà accesso a un piccolo vestibolo e a un giardino con ninfei, fontane, e con un portale con quattro colonne e delle statue di Minerva e Mercurio.
All'interno vi sono numerose sale con soffitti decorati, una cappella e una galleria con delle decorazioni a stucco.

## Storia

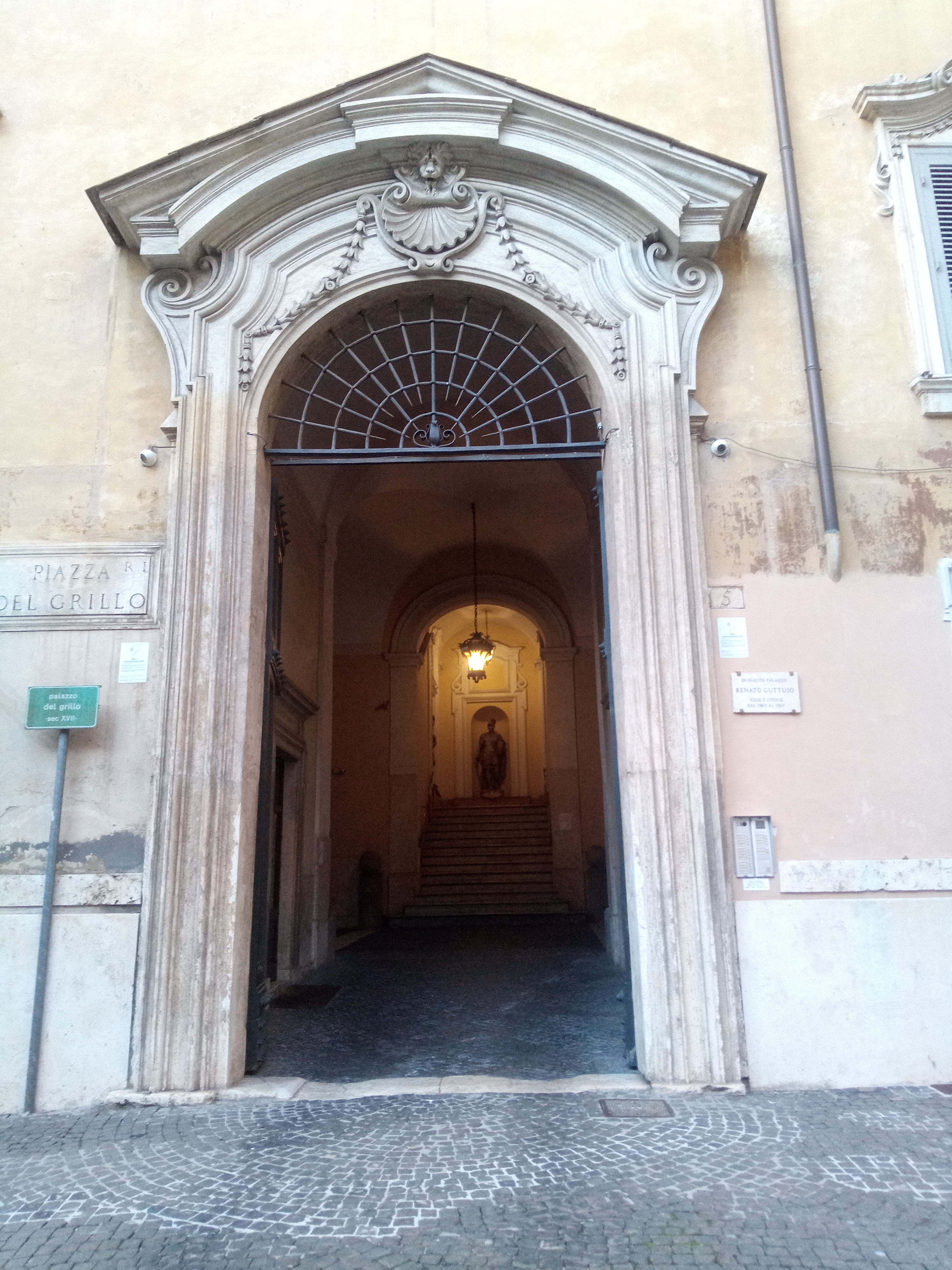
Il portale d'accesso

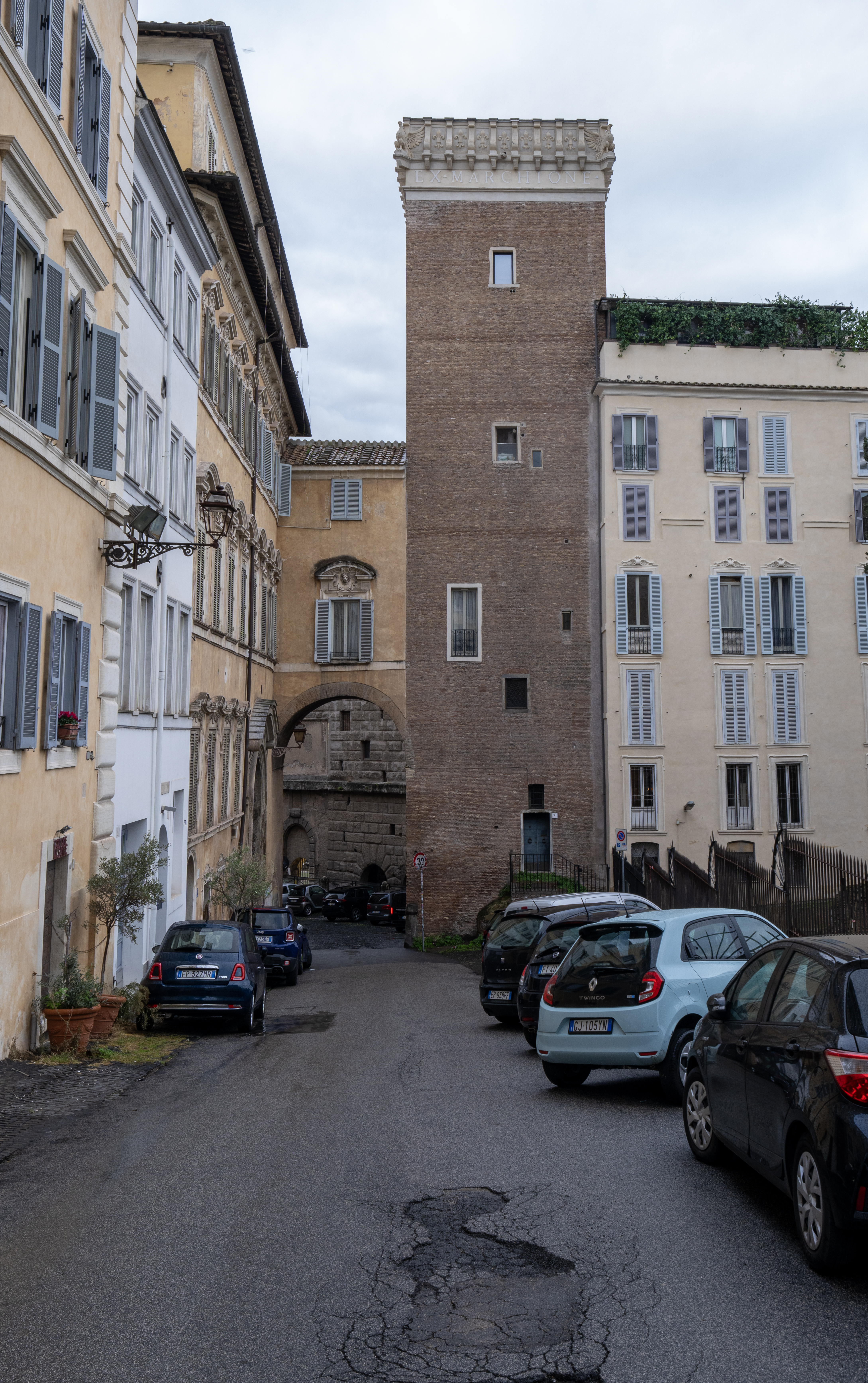
Veduta posteriore del palazzo con la torre della Miliziola

Nell'Ottocento il palazzo fu proprietà dei Nicolis de Robilant.
Tra il 1965 e il 1987 vi risiedette Renato Guttuso.
Una diceria dei romani vuole che nell'edificio vi avesse abitato il marchese Onofrio del Grillo,  personaggio che ha ispirato il film Il marchese del Grillo.

## Infrastrutture e trasporti
| È raggiungibile dalla fermata Colosseo | del tram 3 |